# Список бутлегів Pearl Jam
|      | січ     | лют       | бер       | кві       | тра        | чер        | лип            | сер            | вер            | жов      | лис | гру |    |
| 2000 |         | Binaural  | Binaural  | Binaural  | 5          | 20         |                | 19             | 4              | 20       | 4   |     | 72 |
| 2001 |         |           |           |           |            |            |                |                |                |          |     |     | 0  |
| 2002 |         |           |           |           |            |            |                | Riot Act       | Riot Act       | Riot Act |     |     | 0  |
| 2003 |         | 11        | 4         | 20        | 4          | 20         | 13             |                |                |          |     |     | 72 |
| 2004 |         |           |           |           |            |            |                |                |                |          |     |     | 0  |
| 2005 |         |           |           |           |            |            |                |                | 18             | 2        | 6   | 6   | 32 |
| 2006 |         | Pearl Jam | Pearl Jam | Pearl Jam | 14         | 8          | 13             | 5              | 18             |          | 12  | 1   | 71 |
| 2007 |         |           |           |           |            |            |                |                |                |          |     |     | 0  |
| 2008 |         |           |           |           |            | 13         |                |                |                |          |     |     | 13 |
| 2009 |         |           |           |           | Backspacer | Backspacer | Backspacer     | 10             | 6              | 9        | 7   |     | 32 |
| 2010 |         |           |           |           | 13         | 5          | 6              |                |                |          |     |     | 24 |
| 2011 |         |           |           |           |            |            |                |                | 10             |          | 9   |     | 19 |
| 2012 |         |           |           |           |            | 7          | 6              |                | 3              |          |     |     | 16 |
| 2013 |         |           | 1         | 2         |            |            | Lightning Bolt | Lightning Bolt | Lightning Bolt | 12       | 10  | 3   | 28 |
| 2014 | 5       | 1         |           |           |            | 8          | 4              |                |                | 12       |     |     | 30 |
| 2015 |         |           |           |           |            |            |                |                |                |          | 9   |     | 9  |
| 2016 |         |           |           | 11        | 6          | 1          | 2              | 4              |                |          |     |     | 24 |
| 2017 |         |           |           |           |            |            |                |                |                |          |     |     | 0  |
| 2018 |         |           | 4         |           |            | 7          | 8              | 5              | 2              |          |     |     | 26 |
| 2019 |         |           |           |           |            |            |                |                |                |          |     |     | 0  |
| 2020 | Gigaton | Gigaton   |           |           |            |            |                |                |                |          |     |     | 0  |
| 2021 |         |           |           |           |            |            |                |                | 2              | 2        |     |     | 4  |
| 2022 |         |           |           |           | 7          | 6          | 8              |                | 10             |          |     |     | 31 |
| 2023 |         |           |           |           |            |            |                | 1              | 7              |          |     |     | 8  |

Список бутлегів Pearl Jam містить близько 500 записів концертів, виданих починаючи з 2000 року.
Американський рок-гурт Pearl Jam випускає офіційні записи своїх концертів (так звані «бутлеги») з серпня 2000 року. Це розпочалось з колекції з 25 подвійних CD, що містили записи концертів з турне по Європі. Вокаліст Едді Веддер наголошував, що сам в юності записував концерти улюблених виконавців, тому зараз хотів би надати слухачам можливість насолоджуватись записами у найкращій якості. Музиканти не були впевнені щодо реакції на колекцію, але розглядали можливість продовження цієї традиції.
Започаткована ініціатива виявилась успішною та отримала продовження надалі. Під час турне на підтримку альбому Binaural було випущено 72 подвійних диски. У 2003 році після виходу альбому Riot Act на доданок до CD гурт почав випускати записи концертів онлайн. У 2006 році Pearl Jam відмовились від фізичних носіїв, повністю зосередившись на цифровому розповсюдженні, але 2008 року знову стали випускати компакт-диски. За вісім років з моменту започаткування програми було продано понад 3,5 мільйони примірників концертних альбомів.
На доданок до бутлегів з нещодавніх концертів, у 2011 році Pearl Jam почали видавати записи більш ранніх шоу. Першим альбомом з цієї серії, що отримала назву Vault (укр. Сховище), став запис концерту 1992 року в сіетлському Театрі Мура, який розповсюджувався серед членів фан-клубу гурту. З 2011 по 2020 роки вийшло десять бутлегів з серії Vault.
2021 року Pearl Jam випустили колекцію Deep, що містила частину офіційних бутлегів гурту. Цифровий архів складався зі 186 бутлегів, записаних з 2000 по 2013 роки. Доступ до колекції отримали учасники фан-клубу Pearl Jam на сайті гурту, або на платформах Apple Music та Spotify.

## СеріяBootlegs

### Binaural(2000)
2000 рік
- 23/05  Лісабон
- 25/05  Барселона
- 26/05  Сан-Себастьян
- 29/05  Лондон
- 30/05  Лондон
- 01/06  Дублін
- 03/06  Глазго
- 04/06  Манчестер
- 06/06  Кардіфф
- 08/06  Париж
- 09/06  Кельн
- 11/06  Нюрнберг
- 12/06  Ландграаф
- 14/06  Прага
- 15/06  Катовиці
- 16/06  Катовиці
- 18/06  Зальцбург
- 19/06  Любляна
- 20/06  Верона
- 22/06  Мілан
- 23/06  Цюріх
- 25/06  Берлін
- 26/06  Гамбург
- 28/06  Стокгольм
- 29/06  Осло
- 03/08  Вірджинія-Біч
- 04/08  Шарлотт
- 06/08  Грінсборо
- 07/08  Атланта
- 09/08  Вест-Палм-Біч
- 10/08  Вест-Палм-Біч
- 12/08  Тампа
- 14/08  Новий Орлеан
- 15/08  Мемфіс
- 17/08  Нашвілл
- 18/08  Ноблсвілл
- 20/08  Цинциннаті
- 21/08  Колумбус
- 23/08  Ванто
- 24/08  Ванто
- 25/08  Ванто
- 27/08  Саратога-Спрінгс
- 29/08  Мансфілд
- 30/08  Мансфілд
- 01/09  Камден
- 02/09  Камден
- 04/09  Коламбія (Меріленд)
- 05/09  Піттсбург
- 04/10  Монреаль
- 05/10  Торонто
- 07/10  Детройт
- 08/10  Іст-Трой
- 09/10  Чикаго
- 11/10  Сент-Луїс
- 12/10  Канзас-Сіті (Міссурі)
- 14/10  Х'юстон
- 15/10  Х'юстон
- 17/10  Даллас
- 18/10  Лаббок
- 20/10  Альбукерке
- 21/10  Фінікс
- 22/10  Лас-Вегас
- 24/10  Лос-Анджелес
- 25/10  Сан-Дієго
- 27/10  Фресно
- 28/10  Сан-Бернардіно
- 30/10  Сакраменто
- 31/10  Шорлайн
- 02/11  Портленд
- 03/11  Бойсе
- 05/11  Сіетл
- 06/11  Сіетл

### Riot Act(2003—2005)
2003 рік
- 08/02  Брисбен
- 09/02  Брисбен
- 11/02  Сідней
- 13/02  Сідней
- 14/02  Сідней
- 16/02  Аделаїда
- 18/02  Мельбурн
- 19/02  Мельбурн
- 20/02  Мельбурн
- 23/02  Перт
- 28/02  Сендай
- 01/03  Йокогама
- 03/03  Токіо
- 04/03  Осака
- 06/03  Нагоя
- 01/04  Денвер
- 03/04  Оклахома-Сіті
- 05/04  Сан-Антоніо
- 06/04  Х'юстон
- 08/04  Новий Орлеан
- 09/04  Бірмінгем
- 11/04  Вест-Палм-Біч
- 13/04  Тампа
- 15/04  Ролі
- 16/04  Шарлотт
- 18/04  Нашвілл
- 19/04  Атланта
- 21/04  Лексінгтон
- 22/04  Сент-Луїс
- 23/04  Шампейн
- 25/04  Клівленд
- 26/04  Піттсбург
- 28/04  Філадельфія
- 29/04  Олбані
- 30/04  Юніондейл
- 02/05  Баффало
- 03/05  Стейт-Колледж
- 28/05  Міссула
- 30/05  Ванкувер
- 01/06  Маунтін-В'ю
- 02/06  Ірвайн
- 03/06  Ірвайн
- 05/06  Сан-Дієго
- 06/06  Лас-Вегас
- 07/06  Фінікс
- 09/06  Даллас
- 10/06  Літл-Рок
- 12/06  Канзас-Сіті (Канзас)
- 13/06  Консіл-Блафс
- 15/06  Фарго
- 16/06  Сент-Пол
- 18/06  Чикаго
- 21/06  Іст-Трой
- 22/06  Ноблсвілл
- 24/06  Колумбус
- 25/06  Детройт
- 26/06  Детройт
- 28/06  Торонто
- 29/06  Монреаль
- 01/07  Брістау
- 02/07  Мансфілд
- 03/07  Мансфілд
- 05/07  Нью-Джерсі
- 06/07  Нью-Джерсі
- 08/07  Нью-Йорк
- 09/07  Нью-Йорк
- 11/07  Мансфілд
- 12/07  Герші
- 14/07  Голмдел
- 17/07  Мехіко
- 18/07  Мехіко
- 19/07  Мехіко

2005 рік
- 01/09  Грант
  - Live at the Gorge 05/06
- 02/09  Ванкувер
- 04/09  Калгарі
- 05/09  Едмонтон
- 07/09  Саскатун
- 08/09  Вінніпег
- 09/09  Тандер-Бей
- 11/09  Кітченер
- 12/09  Лондон
- 13/09  Гамільтон
- 15/09  Монреаль
- 16/09  Оттава
- 19/09  Торонто
- 20/09  Квебек
- 22/09  Галіфакс
- 24/09  Сент-Джонс
- 25/09  Сент-Джонс
- 30/09  Атлантік-Сіті
- 01/10  Атлантік-Сіті
- 03/10  Філадельфія
- 22/11  Сантьяго
- 23/11  Сантьяго
- 25/11  Буенос-Айрес
- 26/11  Буенос-Айрес
- 28/11  Порту-Алегрі
- 30/11  Куритиба
- 02/12  Сан-Паулу
- 03/12  Сан-Паулу
- 04/12  Ріо-де-Жанейро
- 07/12  Монтеррей
- 09/12  Мехіко
- 10/12  Мехіко

### Pearl Jam(2006—2008)
2006 рік
- 09/05  Торонто
- 10/05  Торонто
- 12/05  Олбані
- 13/05  Гартфорд
- 16/05  Чикаго
- 17/05  Чикаго
- 19/05  Гранд-Рапідс
- 20/05  Клівленд
- 22/05  Детройт
- 24/05  Бостон
- 25/05  Бостон
- 27/05  Камден
- 28/05  Камден
- 30/05  Вашингтон
- 01/06  Іст-Ратерфорд
- 03/06  Іст-Ратерфорд
- 23/06  Піттсбург
- 24/06  Цинциннаті
- 26/06  Сент-Пол
- 27/06  Сент-Пол
- 29/06  Мілвокі
- 30/06  Мілвокі
- 02/07  Денвер
- 03/07  Денвер
- 06/07  Лас-Вегас
- 07/07  Сан-Дієго
- 09/07  Лос-Анджелес
- 10/07  Лос-Анджелес
- 13/07  Санта-Барбара
- 15/07  Сан-Франциско
- 16/07  Сан-Франциско
- 18/07  Сан-Франциско
- 20/07  Портленд
- 22/07  Грант
- 23/07  Грант
  - Live at the Gorge 05/06
- 23/08  Дублін
- 25/08  Лідс
- 27/08  Редінг
- 29/08  Арнем
- 30/08  Антверпен
- 01/09  Барселона
- 02/09  Віторія
- 04/09  Лісабон
- 05/09  Лісабон
- 07/09  Мадрид
- 09/09  Марсель
- 11/09  Париж
- 13/09  Берн
- 14/09  Болонья
- 16/09  Верона
- 17/09  Мілан
- 19/09  Турин
- 20/09  Пістоя
- 22/09  Прага
- 23/09  Берлін
- 25/09  Відень
- 26/09  Загреб
- 30/09  Афіни
- 07/11  Сідней
- 08/11  Сідней
- 10/11  Брисбен
- 11/11  Брисбен
- 13/11  Мельбурн
- 14/11  Мельбурн
- 16/11  Мельбурн
- 18/11  Сідней
- 19/11  Ньюкасл
- 21/11  Аделаїда
- 22/11  Аделаїда
- 25/11  Перт
- 02/12  Гонолулу

2008 рік
- 11/06  Вест-Палм-Біч
- 12/06  Тампа
- 14/06  Манчестер
- 16/06  Колумбія (Південна Кароліна)
- 17/06  Вірджинія-Біч
- 19/06  Камден
- 20/06  Камден
- 22/06  Вашингтон
- 24/06  Нью-Йорк
- 25/06  Нью-Йорк
- 27/06  Гартфорд
- 28/06  Мансфілд
- 30/06  Мансфілд

### Backspacer(2009—2013)
2009 рік
- 08/08  Калгарі
- 11/08  Лондон
- 13/08  Роттердам
- 15/08  Берлін
- 17/08  Манчестер
- 18/08  Лондон
- 21/08  Торонто
- 23/08  Чикаго
- 24/08  Чикаго
- 28/08  Сан-Франциско
- 21/09  Сіетл
- 22/09  Сіетл
- 25/09  Ванкувер
- 26/09  Портленд
- 28/09  Солт-Лейк-Сіті
- 30/09  Лос-Анджелес
- 01/10  Лос-Анджелес
- 04/10  Остін
- 06/10  Лос-Анджелес
- 07/10  Лос-Анджелес
- 09/10  Сан-Дієго
- 27/10  Філадельфія
- 28/10  Філадельфія
- 30/10  Філадельфія
- 31/10  Філадельфія
- 14/11  Перт
- 17/11  Аделаїда
- 20/11  Мельбурн
- 22/11  Сідней
- 25/11  Брисбен
- 27/11  Окленд
- 29/11  Крайстчерч

2010 рік
- 01/05  Новий Орлеан
- 03/05  Канзас-Сіті (Канзас)
- 04/05  Сент-Луїс
- 06/05  Колумбус
- 07/05  Ноблсвілл
- 09/05  Клівленд
- 10/05  Баффало
- 13/05  Брістау
- 15/05  Гартфорд
- 17/05  Бостон
- 18/05  Ньюарк
- 20/05  Нью-Йорк
- 21/05  Нью-Йорк
- 22/06  Дублін
- 23/06  Белфаст
- 25/06  Лондон
- 27/06  Неймеген
- 30/06  Берлін
- 01/07  Гдиня
- 03/07  Аррас
- 04/07  Верхтер
- 06/07  Венеція
- 09/07  Більбао
- 10/07  Оейраш

2011 рік
- 07/09  Монреаль
- 11/09  Торонто
  - 9.11.2011 Toronto, Canada
- 12/09  Торонто
- 14/09  Оттава
- 15/09  Гамільтон
- 17/09  Вінніпег
- 19/09  Саскатун
- 21/09  Калгарі
- 23/09  Едмонтон
- 25/09  Ванкувер
- 03/11  Сан-Паулу
- 04/11  Сан-Паулу
- 06/11  Ріо-де-Жанейро
- 09/11  Куритиба
- 11/11  Порту-Алегрі
- 13/11  Буенос-Айрес
- 16/11  Сантьяго
- 18/11  Ліма
- 20/11  Сан-Хосе

2012 рік
- 20/06  Манчестер
- 21/06  Манчестер
- 23/06  Острів Вайт
- 26/06  Амстердам
- 27/06  Амстердам
- 29/06  Верхтер
- 30/06  Аррас
- 02/07  Прага
- 04/07  Берлін
- 05/07  Берлін
- 07/07  Стокгольм
- 09/07  Осло
- 10/07  Копенгаген
- 21/09  Пенсакола
- 22/09  Атланта
- 30/09  Міссула

2013 рік
- 31/03  Сан-Паулу
- 03/04  Буенос-Айрес
- 06/04  Сантьяго

### Lightning Bolt(2013—2020)
2013 рік
- 11/10  Піттсбург
- 12/10  Баффало
- 15/10  Вустер
- 16/10  Вустер
- 18/10  Бруклін
- 19/10  Бруклін
- 21/10  Філадельфія
- 22/10  Філадельфія
- 25/10  Гартфорд
- 27/10  Балтимор
- 29/10  Шарлотсвілл
- 30/10  Шарлотт
- 01/11  Новий Орлеан
- 15/11  Даллас
- 16/11  Оклахома-Сіті
- 19/11  Фінікс
- 21/11  Сан-Дієго
- 23/11  Лос-Анджелес
- 24/11  Лос-Анджелес
- 26/11  Окленд
- 29/11  Портленд
- 30/11  Спокан
- 02/12  Калгарі
- 04/12  Ванкувер
- 06/12  Сіетл

2014 рік
- 17/01  Окленд
- 19/01  Голд-Кост
- 24/01  Мельбурн
- 26/01  Сідней
- 31/01  Аделаїда
- 02/02  Перт
- 16/06  Амстердам
- 17/06  Амстердам
- 20/06  Мілан
- 22/06  Трієст
- 25/06  Відень
- 26/06  Берлін
- 28/06  Стокгольм
- 29/06  Осло
- 03/07  Гдиня
- 05/07  Верхтер
- 08/07  Лідс
- 11/07  Мілтон-Кінз
- 01/10  Цинциннаті
- 03/10  Сент-Луїс
- 05/10  Остін
- 08/10  Талса
- 09/10  Лінкольн
- 12/10  Остін
- 14/10  Мемфіс
- 16/10  Детройт
- 17/10  Молін
- 19/10  Сент-Пол
- 20/10  Мілвокі
- 22/10  Денвер

2015 рік
- 04/11  Сантьяго
- 07/11  Буенос-Айрес
- 11/11  Порту-Алегрі
- 14/11  Сан-Паулу
- 17/11  Бразиліа
- 20/11  Белу-Оризонті
- 22/11  Ріо-де-Жанейро
- 25/11  Богота
- 28/11  Мехіко

2016 рік
- 08/04  Форт-Лодердейл
- 09/04  Маямі
- 11/04  Тампа
- 13/04  Джексонвілл
- 16/04  Грінвілл
- 18/04  Гемптон
- 21/04  Колумбія (Південна Кароліна)
- 23/04  Новий Орлеан
- 26/04  Лексінгтон
- 28/04  Філадельфія
- 29/04  Філадельфія
- 01/05  Нью-Йорк
- 02/05  Нью-Йорк
- 05/05  Квебек
- 08/05  Оттава
- 10/05  Торонто
- 12/05  Торонто
- 11/06  Манчестер
- 09/07  Тельюрайд
- 17/07  Пембертон
- 05/08  Бостон
- 07/08  Бостон
- 20/08  Чикаго
- 22/08  Чикаго

2018 рік
- 13/03  Сантьяго
- 16/03  Сантьяго
- 21/03  Ріо-де-Жанейро
- 24/03  Сан-Паулу
- 12/06  Амстердам
- 13/06  Амстердам
- 15/06  Ландграаф
- 18/06  Лондон
- 22/06  Мілан
- 24/06  Падуя
- 26/06  Рим
- 01/07  Прага
- 03/07  Краків
- 05/07  Берлін
- 07/07  Верхтер
- 10/07  Барселона
- 12/07  Мадрид
- 14/07  Лісабон
- 17/07  Лондон
- 08/08  Сіетл
- 10/08  Сіетл
- 13/08  Міссула
- 18/08  Чикаго
- 20/08  Чикаго
- 02/09  Бостон
- 04/09  Бостон

### Gigaton(2020—2023)
2021 рік
- 18/09  Езбері-Парк
- 26/09  Дейна-Пойнт
- 01/10  Дейна-Пойнт
- 02/10  Дейна-Пойнт

2022 рік
- 03/05  Сан-Дієго
- 06/05  Лос-Анджелес
- 07/05  Лос-Анджелес
- 09/05  Фінікс
- 12/05  Окленд
- 13/05  Окленд
- 16/05  Фресно
- 18/06  Ландграф
- 21/06  Берлін
- 23/06  Цюрих
- 25/06  Імола
- 28/06  Франкфурт-на-Майні
- 30/06  Верхтер
- 03/07  Стокгольм
- 05/07  Копенгаген
- 08/07  Лондон
- 09/07  Лондон
- 12/07  Будапешт
- 14/07  Краків
- 17/07  Париж
- 25/07  Амстердам
- 01/09  Квебек
- 03/09  Оттава
- 06/09  Гамільтон
- 08/09  Торонто
- 11/09  Нью-Йорк
- 14/09  Кемден
- 17/09  Луїсвілл
- 18/09  Сент-Луїс
- 20/09  Оклахома-Сіті
- 22/09  Денвер

2023 рік
- 31/08  Сент-Пол
- 02/09  Сент-Пол
- 05/09  Чикаго
- 07/09  Чикаго
- 13/09  Форт-Верт
- 15/09  Форт-Верт
- 18/09  Остін
- 19/09  Остін

## СеріяVault
- Vault #1 — 17/01/1992  Сіетл, Moore Theatre[en]
- Vault #2 — 02/08/2007  Чикаго, Vic Theatre[en]
- Vault #3 — 19/09/1998  Вашингтон, Constitution Hall[en]
- Vault #4 — 10/05/2000  Беллінгем, Mount Baker Theatre[en]
- Vault #5 — 30/11/1993  Лас-Вегас, Aladdin Theater[en]
- Vault #6 — 13/07/1998  Інглвуд, Great Western Forum[en]
- Vault #7 — 11/07/1995  Чикаго, Soldier Field
- Vault #8 — 29/08/2005  Міссула, Adams Center
- Vault #9 — 08/12/1993  Сіетл, Mercer Arena[en]
- Vault #10 — 17/10/2014  Молін, iWireless Center[en]